# Funció q-theta
En matemàtiques, la funció q-theta és un tipus de q-sèries. La seva representació és
{\displaystyle \theta (z;q)=\prod _{n=0}^{\infty }(1-q^{n}z)\left(1-q^{n+1}/z\right)}
on es pren 0 ≤ |q| < 1. Això obeeix les identitats
{\displaystyle \theta (z;q)=\theta \left({\frac {q}{z}};q\right)=-z\theta \left({\frac {1}{z}};q\right).}
També es pot expressar com:
{\displaystyle \theta (z;q)=(z;q)_{\infty }(q/z;q)_{\infty }}
on {\displaystyle (\cdot \cdot )_{\infty }} és el símbol q-Pochhammer infinit.